# Able (astronautica)

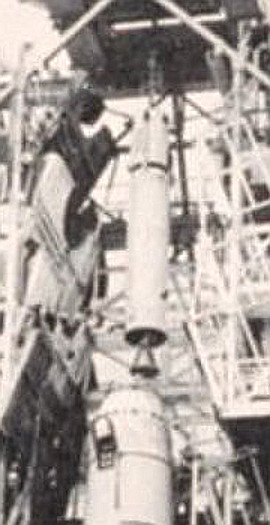
Lo stadio superiore Able, prima del lancio di Tiros-I

L'Able è stato uno stadio superiore per lanciatori spaziali. Costruito da Aerojet Rocketdyne, fu utilizzato tra il 1958 e il 1960 nei razzi Vanguard, Atlas-Able e Thor-Able come stadio superiore, incaricato di portare i carichi nelle loro orbite finali. Il motore utilizzato era l'AJ-10 (nelle configurazioni AJ-10-101 e AJ-10-118), che utilizzava come propellenti la dimetilidrazina asimmetrica (UDMH), in combinazione con l'acido nitrico. Fu sostituito, a partire dagli anni 60' da stadi superiori più potenti, come l'Ablestar, l'Agena, il Centaur e il Delta. Quest' ultimo, anche esso utilizzante una versione più potente dell' AJ-10, in combinazione con il vecchio Thor usato proprio dall'Able, andrà a formare il razzo Thor-Delta, antenato dei razzi Delta, usati ancora oggi. Invece l'AJ-10 verrà utilizzato fino ai giorni nostri, come motore orbitale dell'Apollo Command/Service Module (AJ-127), dello Space Shuttle (AJ-10-190).

## Utilizzo

### Vanguard

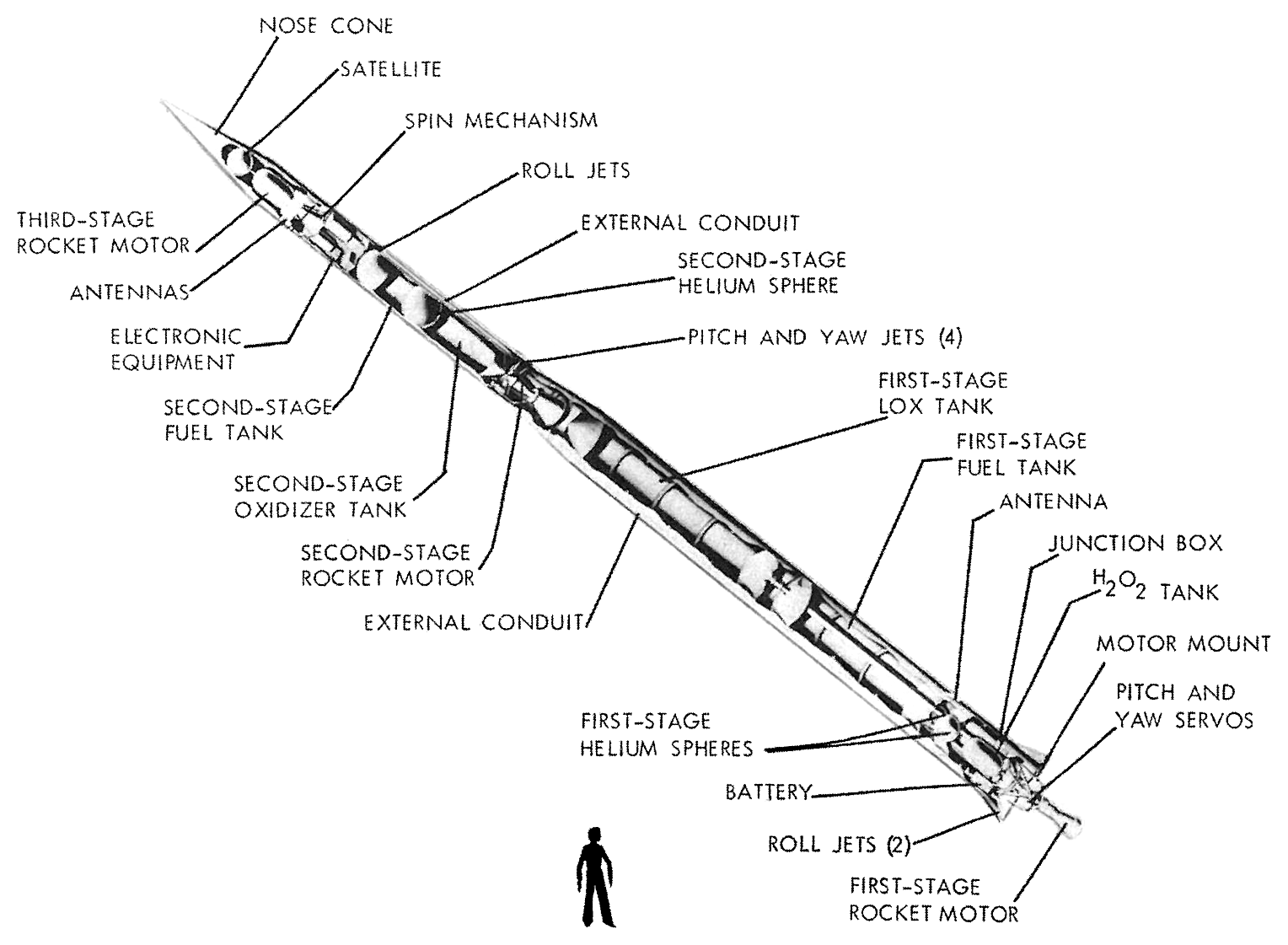
Spaccato dello stadio superiore Able, nella sua configurazione nel Vanguard

Il primo uso dell'Able (in questo caso conosciuto anche come Delta-A) risale al razzo Vanguard della Marina Militare Americana. In questa configurazione venne utilizzato come secondo stadio (preceduto da un primo stadio liquido e da un terzo stadio a carburante solido). Il lanciatore volò 11 volte tra il 1957 e il 1959, ma solo tre lanci ebbero successo portando il loro carico in orbita terrestre. I fallimenti furono dovuti sia a malfunzionamenti del primo stadio, sia dell'Able, ma più in generale all'inaffidabilità del complesso del veicolo stesso.

### Thor-Able
L'Able fu poi successivamente usato come secondo stadio del vettore Thor-Able, nelle configurazioni Thor-Able I, Thor-Able II, Thor-Able III e Thor-Able IV. Lo stadio venne piazzato sopra il Missile balistico a raggio intermedio PGM-17 Thor, trasformandolo in un lanciatore orbitale. Nonostante i primi lanci si conclusero in fallimento, Able si dimostrò nei lanci successivi come uno stadio superiore abbastanza affidabile, lanciando importanti missioni scientifiche come Pioneer 5, la prima sonda a compiere uno studio scientifico del Sole. 

### Atlas-Able

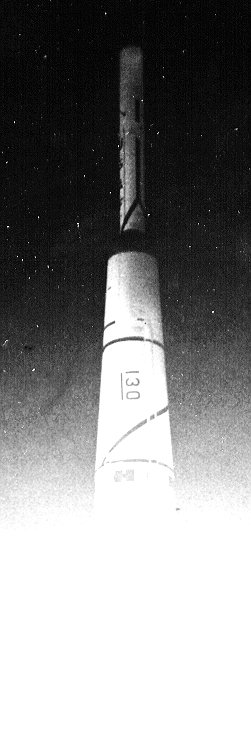
Lancio della Pioneer 1

Fu lanciato tre volte, tra il 1959 e il 1960, tutte risoltesi in un fallimento. L'Able fu inserito al disopra dell'ICBM SM-65 Atlas della Convair per lanciare verso la Luna le sonde del programma Pioneer, dopo i fallimenti dei missili Juno II e Thor-Able. Le tre sonde (Pioneer P-1, Pioneer P-30 e Pioneer P-31) vennero distrutte durante il lancio (tranne la P-1 che esplose sulla rampa di lancio durante dei test) e non raggiunsero mai la loro destinazione.

## Aggiornamenti e uso futuro
Dopo il ritiro dell'Able, il lanciatore Thor venne accoppiato ad aggiornamenti del precedente stadio superiore. Prima vi fu l'Ablestar, che compose il Thor-Ablestar, volato tra il 1960 e il 1965. Uno dei principali aggiornamenti fatti fu al motore: esso infatti venne dotato della capacità di accendersi più volte (a differenza della precedente versione, il cui propulsore era acceso una volta sola), facendo dell'AJ-10 uno dei motori più usati nell'industria aerospaziale americana. Il successore dell'Ablestar fu lo stadio superiore Delta, che in composizione con il precedente primo stadio divenne il Thor-Delta, antecedente della famiglia di lanciatori spaziali Delta, usati ancora oggi.

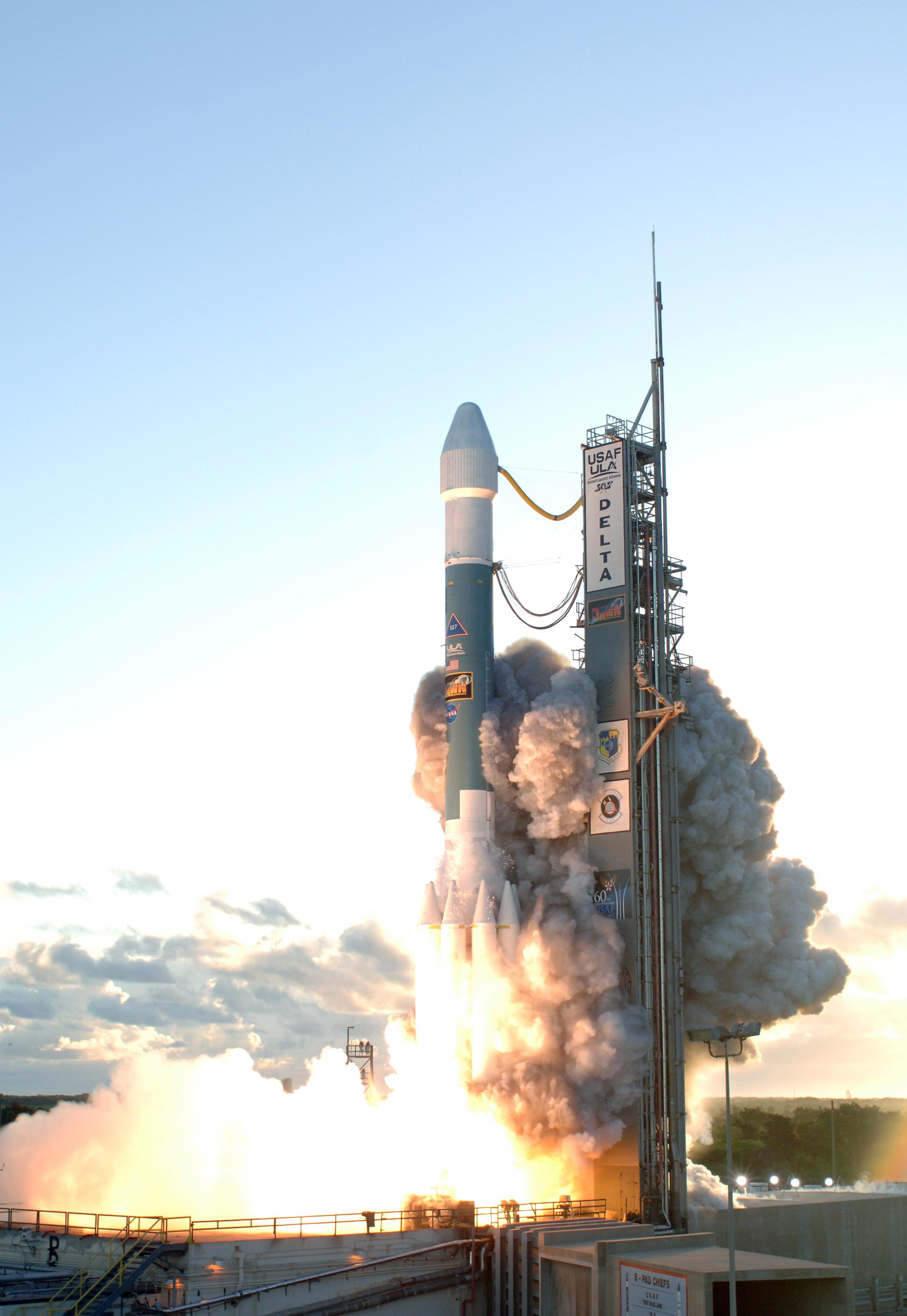
Il Delta II, uno dei derivativi del Thor-Able, lancia la Missione Dawn verso la Fascia degli asteroidi